# Benthodytes incerta
Benthodytes incerta is een zeekomkommer uit de familie Psychropotidae.
De wetenschappelijke naam van de soort werd in 1893 gepubliceerd door Hubert Ludwig.